# Fillmore East - June 1971
Fillmore East – June 1971 es un álbum en directo de Frank Zappa y The Mothers of Invention editado en 1971. Cuando el álbum fue reeditado por Rykodisc, "Willie the Pimp, Pt. 2" fue omitido del álbum.

## Lista de canciones
- Todas las canciones compuestas por Frank Zappa, excepto donde se indique lo contrario.

### Edición original

#### Cara A
1. "Little House I Used to Live In" - 4:58
2. "The Mud Shark" - 5:16
3. "What Kind of Girl Do You Think We Are?" - 4:51
4. "Bwana Dik" - 2:27
5. "Latex Solar Beef" - 4:22
6. "Willie the Pimp Part One" - 2:50

#### Cara B
1. "Willie the Pimp Part Two" - 1:54
2. "Do You Like My New Car?" - 7:08
3. "Happy Together" (2:57)
4. "Lonesome Electric Turkey" - 2:34
5. "Peaches en Regalia" - 3:22
6. "Tears Began to Fall" - 2:46

### Edición CD
1. "Little House I Used to Live In" – 4:41
2. "The Mud Shark" – 5:22
3. "What Kind of Girl Do You Think We Are?" – 4:17
4. "Bwana Dik" – 2:21
5. "Latex Solar Beef" – 2:38
6. "Willie the Pimp, Pt. 1" – 4:03
7. "Do You Like My New Car?" – 7:08
8. "Happy Together" (Gary Bonner, Alan Gordon) – 2:57
9. "Lonesome Electric Turkey" – 2:32
10. "Peaches en Regalia" – 3:22
11. "Tears Began to Fall" – 2:45

## Personal
- Frank Zappa – guitarra, voces, diálogos
- Aynsley Dunbar – batería
- Bob Harris – teclados, voces
- Howard Kaylan – voces, diálogos
- Jim Pons – bajo, voces, diálogos
- Don Preston – Moog
- Ian Underwood – teclados, voces, viento
- Mark Volman – voces, diálogos

## Producción
- Frank Zappa - productor
- Barry Keene - ingeniero
- Toby Foster - mezclas
- Toby Foster - masterización
- Bob Stone - remasterización digital
- Cal Schenkel - diseño gráfico